# Goddard (Kansas)
Goddard és una població dels Estats Units a l'estat de Kansas. Segons el cens del 2000 tenia 2.037 habitants.

## Demografia
Segons el cens del 2000, Goddard tenia 2.037 habitants, 666 habitatges, i 534 famílies. La densitat de població era de 323,7 habitants/km².
Dels 666 habitatges en un 49,5% hi vivien nens de menys de 18 anys, en un 64,4% hi vivien parelles casades, en un 10,4% dones solteres, i en un 19,8% no eren unitats familiars. En el 17,1% dels habitatges hi vivien persones soles el 5,1% de les quals corresponia a persones de 65 anys o més que vivien soles. El nombre mitjà de persones vivint en cada habitatge era de 2,94 i el nombre mitjà de persones que vivien en cada família era de 3,34.
Per edats la població es repartia de la següent manera: un 33,4% tenia menys de 18 anys, un 7,7% entre 18 i 24, un 29,8% entre 25 i 44, un 18,9% de 45 a 60 i un 10,2% 65 anys o més.
L'edat mediana era de 33 anys. Per cada 100 dones de 18 o més anys hi havia 88,2 homes.
La renda mediana per habitatge era de 50.352 $ i la renda mediana per família de 53.690 $. Els homes tenien una renda mediana de 39.881 $ mentre que les dones 23.807 $. La renda per capita de la població era de 18.957 $. Entorn del 2,6% de les famílies i el 3,6% de la població estaven per davall del llindar de pobresa.

## Poblacions més properes
El següent diagrama mostra les poblacions més properes.